# (12161) Avienius
(12161) Avienius est un astéroïde de la ceinture principale.

## Description
(12161) Avienius est un astéroïde de la ceinture principale. Il fut découvert le 29 septembre 1973 à l'observatoire Palomar par Cornelis Johannes van Houten, Ingrid van Houten-Groeneveld et Tom Gehrels. Il présente une orbite caractérisée par un demi-grand axe de 2,40 UA, une excentricité de 0,21 et une inclinaison de 1,7° par rapport à l'écliptique.

## Compléments